# كيفين كيرر
كيفين كيرر (بالإنجليزية: Kevin Kerr)‏ (12 يناير 1989 بمونستر في ألمانيا - ) هو لاعب كرة قدم بريطاني في مركز الوسط. شارك مع منتخب اسكتلندا تحت 21 سنة لكرة القدم. أما مع النوادي، فقد لعب مع أرمينيا بيليفيلد وأغوف أبيلدورن وSC Wiedenbrück ‏ وبيتسبورغ ريفرهوندز.

## وصلات خارجية
- كيفين كيرر على موقع قاعدة بيانات كرة القدم.إي يو (الإنجليزية)
- كيفين كيرر على موقع بيانات كرة القدم. دي إي (الألمانية)
- كيفين كيرر على موقع Soccerway.com (الإنجليزية)
- كيفين كيرر على موقع عالم كرة القدم.نت (الإنجليزية)